# Gregory Brazel
Gregory John "Bluey" Brazel (nacido el 17 de noviembre de 1954) es un asesino en serie, pirómano y ladrón a mano armada australiano que actualmente está cumpliendo tres cadenas perpetuas consecutivas por los asesinatos de las trabajadoras sexuales Sharon Taylor y Roslyn Hayward en 1990, y el asesinato de la dueña de la ferretería Mordialloc, Mildred Hanmer, ocurrido durante un robo a mano armada en 1982 que confesó unos dieciocho años después.
Se suele describir a Brazel como uno de los prisioneros más manipuladores y violentos del sistema penitenciario de Victoria, y se estima que su patrimonio superaba los 500.000 dólares australianos en el año 2000. En 2020, estaba elegible para libertad condicional, pero desde 2024 sigue encarcelado en la prisión HM Barwon .

## Primeros años de vida
En 1974, Brazel se alistó en el ejército australiano y se entrenó en el 1RTB (Kapooka), 14.º pelotón de la compañía B. En septiembre se lo envió a la Escuela de Entrenamiento Médico del Ejército australiano en Healesville, Victoria.
En 1976, Brazel tomó a cinco soldados como rehenes durante un ejercicio del cuerpo médico del ejército en Healesville.[cita requerida] Hubo un tiroteo antes de que se persuadiera a Brazel de liberar a los rehenes. Luego fue dado de baja por deshonor.

## Asesinatos

### Sharon Taylor
El 28 de mayo de 1990, Brazel asesinó a la trabajadora sexual Sharon Taylor mientras salía anticipadamente de prisión. El 23 de septiembre de 1990 se encontró el cuerpo en una tumba poco profunda en Barongarook, Victoria, al sur de Colac.

### Roslyn Hayward
El 13 de septiembre de 1990, Brazel asesinó a la trabajadora sexual Roslyn Hayward en Sorrento. Su cuerpo no fue descubierto hasta el 1 de octubre de 1990.

### Mildred Hanmer
Mildred Teresa Hanmer recibió un disparo en el pecho el 20 de septiembre de 1982 durante un robo a mano armada en su ferretería y tienda de regalos Mordialloc. Más tarde murió en el Hospital Alfred debido a sus heridas. Su asesinato permaneció sin resolver hasta agosto de 2000.
El 18 de agosto de 2000, Brazel confesó voluntariamente el asesinato de 1982, buscando llegar a un acuerdo con los agentes de policía para que no se le impusiera ninguna pena de cadena perpetua antes de aceptar hacer una declaración. 

## La vida en prisión
Brazel sigue cometiendo delitos regularmente en prisión y a menudo se le describe como manipulador y violento. En noviembre de 1991, Brazel tomó como rehén a un miembro del personal mientras estaba preso en la prisión de evaluación HM Melbourne cuando se enteró de su inminente traslado a la prisión HM Pentridge .
En 2006, Brazel recibió 12.000 dólares australianos en daños y perjuicios en un acuerdo extrajudicial tras sufrir un violento ataque con una botella rota mientras se encontraba preso en el Centro Correccional de Port Phillip, una institución privada de Melbourne, en Laverton, en mayo de 2001. En octubre de 2006, Brazel fue descubierto recopilando información personal relacionada con personal de alto rango de la prisión.
Brazel fue agredido por otros reclusos mientras se encontraba en la unidad de alta seguridad de la prisión HM Barwon. Solicitó la aprobación del Tribunal del Condado y, en apelación, se le concedió acceso a documentos que incluían un mapa de la prisión y un informe de incidentes para poder demandar al Gobierno de Victoria por no ejercer un cuidado razonable para protegerlo.
En 2022, Brazel acusó a los funcionarios de la prisión de interferir con su correo y destruir su unidad flash USB, alegando que se perdió el 99% de todos sus documentos legales. Su caso contra el estado fue fijado para agosto de 2023.

## Resumen de condenas penales
Durante el período comprendido entre marzo de 1983 y agosto de 2000, Brazel fue condenado por 37 delitos en quince comparecencias judiciales. Los delitos ocurridos desde 1992 mientras Brazel estaba bajo custodia de prisión, aparte de la condena de 2005 por asesinato ocurrido en 1982.
| Fecha               | Convicción                                   | Oración                                                        | Notas |
| ------------------- | -------------------------------------------- | -------------------------------------------------------------- | ----- |
| Junio de 1983       | Desacato al tribunal                         | Condenado a 2 años de prisión                                  |       |
| Noviembre de 1987   | Robo a mano armada                           | Condenado a 6 años de prisión                                  |       |
| Agosto de 1992      | Asesinato                                    | Condenado a 20 años de prisión Reducido a 17 años en apelación |       |
| Mayo de 1993        | Asesinato                                    | Condenado a 20 años de prisión                                 |       |
| Octubre de 1994     | Encarcelamiento injusto Amenaza de asesinato | Condenado a 7 años de prisión                                  |       |
| Junio de 1997       | Incendio provocado                           | Condenado a 2 años de prisión                                  |       |
| Diciembre de 1998   | Soborno                                      | Condenado a 2 años de prisión                                  |       |
| 22 de marzo de 2005 | Asesinato                                    | Condenado a cadena perpetua                                    |       |